# Lauris Reiniks
Lauris Reiniks (Dobele, 11 de julho de 1979) é um músico, cantor, compositor e ator, rei do YouTube na Letônia.

## Discografia
- Planet 42 (2002)
- Lidot savādāk (2003)
- Tik balti (2003)
- Never Look Back, F.L.Y. (2003)
- Debesskrāpju spīts (2005)
- Nakts veikalā (2007)
- Es skrienu (2010)
- Aš bėgu (2011)
- Ma jooksen (2011)
- Lauris Reiniks Ziemassvētkos (2012)